# Phyllomacromia schoutedeni
Phyllomacromia schoutedeni là loài chuồn chuồn trong họ Macromiidae. Loài này được Fraser mô tả khoa học đầu tiên năm 1954.